# Institut d'Estudis Comarcals de l'Horta Sud
L'Institut d'Estudis Comarcals de l'Horta Sud o Ideco és un institut d'estudis comarcals valencià que s'encarrega la investigació i la protecció del patrimoni cultural, natural i arquitectònic de la comarca de l'Horta Sud.
Fomenta programes i activitats que afavoreixen el desenvolupament de persones i entitats. Es va crear el 1982 en inspirar-se en la Coordinadora de Centres d'Estudis de Parla Catalana. L'any 2011 tenia dos cents socis. Entre les primeres accions destaca la col·laboració en l'excavació i restauració del Mas del Jutge de Torrent i la celebració del 400è aniversari del Castell d'Alaquàs. El 1983 va sortir el primer exemplar de la revista Annals de l'Institut d'Estudis Comarcals. Desapareguda el 2002, el 2017, en col·laboració amb la Institució Alfons el Magnànim la revista va tornar amb el número 9 amb un disseny modernitzat.
Des de l'any 1988 i cada dos a tres anys edita una col·lecció d'obres amb el títol Monografies de l'Horta Sud que donen a conèixer obres d'investigació sobre història, economia, sociologia, educació, ecologia de la comarca. A estes investigacions s'uneixen tres edicions de congressos d'història comarcal realitzats fins a l'any 2011.
L'any 2002 va instituir el Premi Quico Moret que reconeix persones, institucions o associacions que han destacat pel seu treball envers les tradicions i el patrimoni cultural de l'Horta Sud, fins al 2012 els guardonats han estat Josep Ferrís March, la Nostra Escola Comarcal de Picassent, Enric Juan Redal, Florida Centre de Formació, Albert Taberner i l'any 2012 a les associacions de Vela Llatina de Silla, de Vela Llatina de Catarroja i de Vela Llatina els Pescadors de Catarroja.
L'any 2016 fou elegit com a president Alfred Ramos en substitució de Francesc Martínez. Anteriorment ho havia estat Rafael Roca. Entre les propostes de la nova junta hi havia la creació d'una Viquipèdia de l'Horta.